# Streepkapbergtangare
De streepkapbergtangare (Dubusia stictocephala) is een zangvogel uit de familie Thraupidae (tangaren).

## Verspreiding en leefgebied
Noordelijk Peru tot het zuidelijke deel van Centraal-Peru.